# Eisstadion am Pulverturm
Das Eisstadion am Pulverturm ist eine Eissporthalle in der niederbayerischen Stadt Straubing. Es wurde 1967 eröffnet und bietet heute Platz für 5635 Zuschauer (1661 auf Sitz- und 3974 auf Stehplätzen). Der Eishockeyclub der Straubing Tigers aus der Deutschen Eishockey Liga (DEL) trägt hier seine Heimspiele aus, wie auch die Amateur- und Jugendmannschaften des EHC Straubing. Der Eigentümer und Betreiber des Stadions ist die Stadt Straubing, die Vermarktung & Gastronomie obliegt der Straubing Tigers GmbH.

## Bauzeit
Das Eisstadion wurde an Stelle der hier zuvor genutzten Natureisfläche erbaut und am 9. November 1967 eingeweiht. Zu Beginn handelte es sich dabei nur um eine Kunsteisfläche mit Tribünen ohne Überdachung. Nach der Saison 1975/76 wurde mit dem Bau der Überdachung begonnen, welche zu Beginn der Saison 1976/77 abgeschlossen war. 
Erbaut wurde das Stadion vom TSV Straubing, dem Vorgängerverein des EHC und somit der Tigers. Durch finanzielle Schwierigkeiten bei der Abspaltung der Eishockeyabteilung und der Neugründung des EHC Straubing ging das Stadion 1981 in den Besitz der Stadt Straubing über.
Die Anlage wurde laufend modernisiert, zum Beispiel durch den Neubau der Südtribüne in der Saison 2001/02, der auch die neuen Spielerkabinen beinhaltet. Die Ostseite des Stadions wurde im Sommer 2008 durch eine Baumaßnahme geschlossen, deren Abschluss durch Brandstiftung im Juli 2008 bis in den Oktober verzögert wurde. Ebenfalls nachträglich eingebaut wurde ein oberer Rang an der Südtribüne, der weitere Sitzplätze beinhaltet. Nach der Saison 2010/11 wurde Ende März 2011 mit dem Neubau der Ostseite begonnen. Die Baumaßnahme beinhaltet den Neubau des Eingangsbereichs, des V.I.P.-Bereichs, der Stadiongaststätte, der Tigers-Geschäftsstelle und eines Fanshops, sowie die Sanierung der Umkleiden der Mannschaften des EHC Straubing.
Mit Schließung der Ostseite im Oktober 2008 besaß die Spielstätte ein Platzangebot von 5825 Plätzen, davon 4282 Steh-, 1543 Sitz- und 400 V.I.P.-Plätze. Ende der 2010er Jahre wurde die Stehplatzkapazität auf 4187 Zuschauer verringert.

## Name
Benannt wurde das städtische Eisstadion nach dem sich gegenüber befindenden Pulverturm. Der Pulverturm war Teil der mittelalterlichen Stadtmauern, er befindet sich als Relikt der Stadtbefestigung an deren nordwestlichem Ende. In ihm wurden seit dem 13. Jahrhundert die Schießpulvervorräte gelagert.

## Besonderes
In Anlehnung an den Stadionnamen komponierte der Kabarettist Hannes Ringlstetter das Lied Die Macht vom Pulverturm, welches seither als Vereinshymne der Straubing Tigers dient und vor jedem Heimspiel im Stadion gespielt wird.

## Galerie

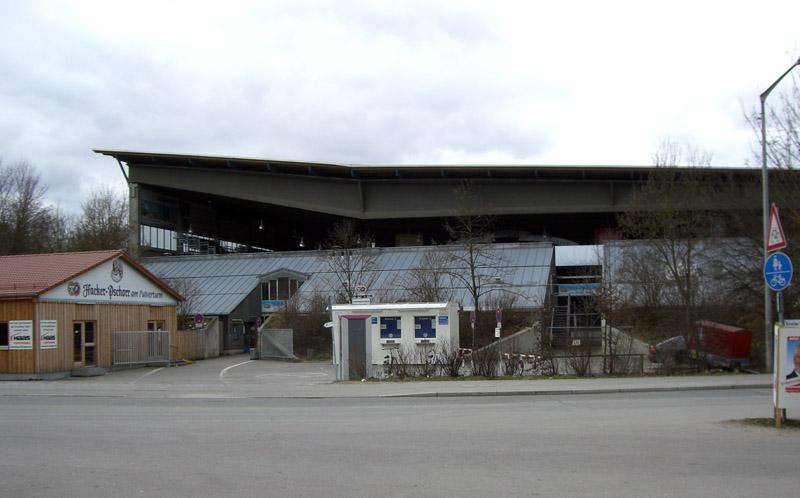
Ostseite vor der Schließung
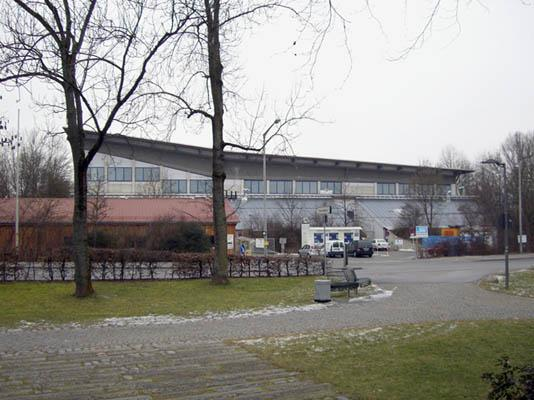
Ostseite nach der Schließung
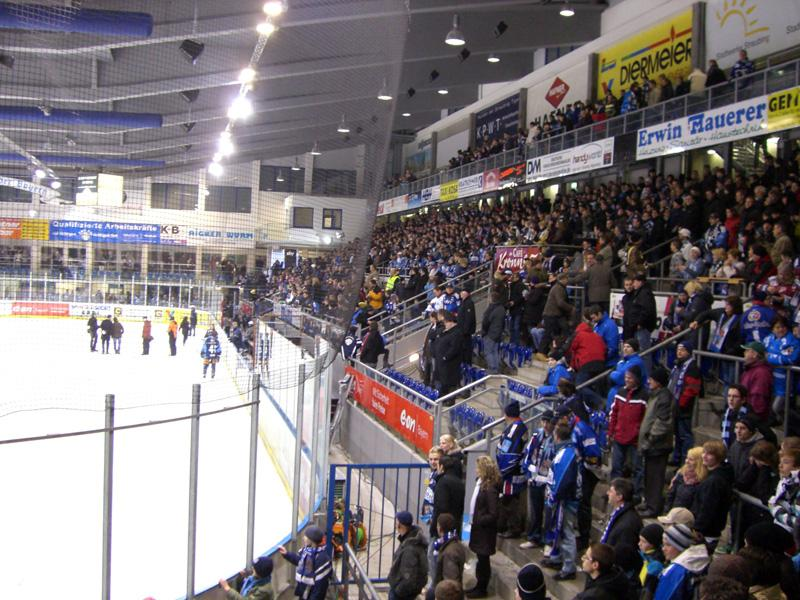
Südtribüne